# Deparia jiulungensis
Deparia jiulungensis är en majbräkenväxtart som först beskrevs av Ren-Chang Ching, och fick sitt nu gällande namn av Z.R.Wang. Deparia jiulungensis ingår i släktet Deparia och familjen Athyriaceae. Utöver nominatformen finns också underarten D. j. albosquamata.